# Arrondissement di La Trinité
L'arrondissement di La Trinité è una suddivisione amministrativa francese, situata nel dipartimento d'oltremare francese della Martinica.

## Composizione
L'arrondissement di La Trinité raggruppa 10 comuni in 11 cantoni:
- Cantone di L'Ajoupa-Bouillon
- Cantone di Basse-Pointe
- Cantone di Gros-Morne
- Cantone di Le Lorrain
- Cantone di Macouba
- Cantone di Le Marigot
- Cantone di Le Robert Sud
- Cantone di Le Robert Nord
- Cantone di Sainte-Marie Nord
- Cantone di Sainte-Marie Sud
- Cantone di La Trinité